# Бализа
Бализа (порт. Baliza) — муниципалитет в Бразилии, входит в штат Гояс. Составная часть мезорегиона Северо-запад штата Гойас. Входит в экономико-статистический микрорегион Арагарсас. Население составляет 897 человек на 2006 год. Занимает площадь 1782,592 км². Плотность населения — 0,5 чел./км².

## Статистика
- Валовой внутренний продукт на 2003 год составляет 18 109 034,00 реалов (данные: Бразильский институт географии и статистики).
- Валовой внутренний продукт на душу населения на 2003 год составляет 11 859,22 реалов (данные: Бразильский институт географии и статистики).
- Индекс развития человеческого потенциала на 2000 год составляет 0,715 (данные: Программа развития ООН).